# 西南學院大學
西南學院大學（日语：／）是一所位於日本福岡縣福岡市早良区西新6-2-92的基督教私立大學，創立於1949年。簡稱西南大（せいなんだい）、西南（せいなん）。

## 概觀

### 大學整體
由美南浸信會的傳教士Charles Kelsey Dozier創立，私立西南學院是以基督教主義為基礎的大學。

### 建學精神
Charles Kelsey Dozier臨終前的遺言是「西南、要相信主耶穌　(Seinan, Be true to Christ)」，以此為該校建學精神。

### 教育與研究
西南在創立時便有許多外籍教師。目前與6個國家、17所簽有學術交流協定的大學，提供一年內的交換留學或自費留學。非常重視小班制教育。為日本歷史最悠久的學生演講比賽「ギャロット杯」的ESS（英語圈）的主辦學校。

### 學風與特色
校色展現出自由且明亮的學風。西南十分重視語言教育，該校有許多留學生、具留學經驗者或是外籍教師。
因為是由美國美南浸信會的傳教士所設立的學校，與日本傳統的浸信會仍有很深的關聯。由於是日本浸信會的教會學校，神學部便背負著使命。由於曾經收到來自南美浸信會的大量補助，學校任命了一些美南浸信會的傳教士，學院長是由傳教士接任也成了通例。
但是從1970年代開始，南美浸信會逐漸趨於保守。在2000年代，美國一批極端的基督教徒對西南產生重大的影響。（2004年，南美浸信會已經離開了世界浸信會）

## 沿革

### 年表
- 1916年（大正5年） 私立西南學院創立於福岡市大名。是福岡市第一男子私立中學，當時共有104名學生和9位教職員。
- 1921年（大正10年） 成為專門學校，設立了西南學院高等學部。
- 1931年（昭和6年） 查爾斯·林德伯格夫妻來訪。
- 1937年（昭和12年） 海倫·凱勒來訪。
- 1944年（昭和19年） 暫時關閉英文科。
- 1949年（昭和24年） 以西南學院高等學部為母體創立了新制西南學院大學，設置學藝學部。
- 1951年（昭和26年） 學藝學部更名為文商學部。
- 1954年（昭和29年） 文商學部分割為文學部和商學部。
- 1964年（昭和39年） 設置經濟學部。
- 1966年（昭和41年） 設置神學部。
- 1967年（昭和42年） 設置法學部。
- 1986年（昭和61年） 马丁·路德·金牧師夫人科麗塔·史考特·金来訪。
- 2005年（平成17年） 從文學部分支出人間科學部。
- 2006年（平成18年） 從文學部分支出國際文化學部。

## 教育與研究

### 學部
- 神學部
  - 神學科
- 文學部
  - 英文學科
  - 外國語學科
- 商學部
  - 商學科
  - 管理學科
- 經濟學科
  - 經濟學科
  - 國際經濟學科
- 法學部
  - 法學科
  - 國際關係法學科
- 人類科學部
  - 兒童教育學科
  - 社會福利學科
- 國際文化學部
  - 國際文化學科

### 研究所(大學院)
- 法學研究科（博士前期課程・博士後期課程）
  - 法律學専攻
- 經營學研究科（博士前期課程・博士後期課程）
  - 經營學専攻
- 文學研究科（博士前期課程・博士後期課程）
  - 英文學専攻
  - 法國文學専攻
- 經濟學研究科（博士前期課程・博士後期課程）
  - 經濟學専攻
- 神學研究科（博士前期課程・博士後期課程）
  - 神學専攻
- 人間科學研究科（博士前期課程・博士後期課程）
  - 人間科學専攻
- 國際文化研究科（博士前期課程・博士後期課程）
  - 國際文化専攻

### 専門職大學院
- 法務研究科
  - 法曹養成専攻（法科大學院）

### 専攻科
- 神學専攻科
  - 神學専攻
- 商學専攻科
  - 商學専攻
- 經濟學専攻科
  - 經濟學専攻

### 別科
- 留學生別科

### 短期大學部
- 1950年曾經設立西南學院大學短期大學部。已於1975年廢止。

### 附屬機構
- 學術實驗室

支援研究活動的機構，備有約200位專任教師的個人研究室與供研討會使用的會議室。
- 附屬圖書館

藏書量為120萬冊。除了一般圖書和學術著作外，設有聯合國寄託圖書館、OCDE合作資料館、歐盟情報中心、由國際合作廣場轉變成的國際機構資料室。此處的歐盟情報中心是首次設立在日本大學。此外，這裡所收集的丹尼尔·笛福文獻和魯濱遜漂流記為全國之最。芥川龍之介獎作家森禮子曾經在此擔任過圖書館員。
- 大學博物館[1]

該建築為1921年完工的西南學院中等部主樓。是具有古典樣式的西洋建築，喬治王朝殖民時代風格的色調與紅磚打造的三層樓古典西洋建築。是由William Merrell Vories進行設計。那時開始，便做為西南學院中學與高中的講堂使用。海倫·凱勒與查爾斯·林白夫婦來訪、马丁·路德·金的夫人科麗塔·史考特·金恩於1986年5月進行創校70周年紀念演講，皆是在此進行。2004年3月「西南學院舊主樓‧講堂」被福岡市指定為有形文化財產，因為這樣的契機，將此整頓為西南大學博物館。於2006年5月15日開幕。
開館時間： 周一 - 周六、例假日 10:00 - 18:00 (17:30停止入館)
休館日　： 周日、夏季休館(8/10 - 8/16)、聖誕節(12/25)、年末 - 年初(12/28 - 1/5)
入館費用： 免費參觀

## 合作學校
- 美國
  - State University of New York College at Oneonta
  - Baylor University
  - University of Rhode Island
  - Ouachita Baptist University
  - Oklahoma Baptist University
  - San Diego State University
  - Mercer University
  - University of Delaware
  - St. Cloud State University, Minnesota
  - University of North Carolina, Greensboro
  - University of Hawaii at Hilo
  - College of Staten Island of The City University of New York
- 法國
  - Universite de Grenoble III
  - Universite d’Aix-Marseille III
  - Bordeaux Business School
  - Universite Paris III Sorbonne-Nouvelle
- 英國
  - Liverpool John Moores University
- 加拿大
  - McMaster University
- 中華人民共和國
  - 吉林大學
- 香港
  - 香港浸會大學
- 中華民國
  - 國立東華大學
  - 私立東吳大學
  - 私立東海大學
- 韓國
  - 慶星大學
  - 梨花女子大學

## 外部連結
- 西南學院大學網站 （页面存档备份，存于）